# Sanktuarium Matki Pocieszenia w Dąbrówce Kościelnej
Sanktuarium Matki Pocieszenia w Dąbrówce Kościelnej – sanktuarium maryjne i kościół parafialny pod wezwaniem Najświętszej Maryi Panny Wniebowziętej należący do parafii pod tym samym wezwaniem (dekanat kiszkowski archidiecezji gnieźnieńskiej).
Jest to świątynia wzniesiona w latach 1928-39. Wcześniejsze cztery drewniane kościoły zostały rozebrane lub zniszczone przez pożary.

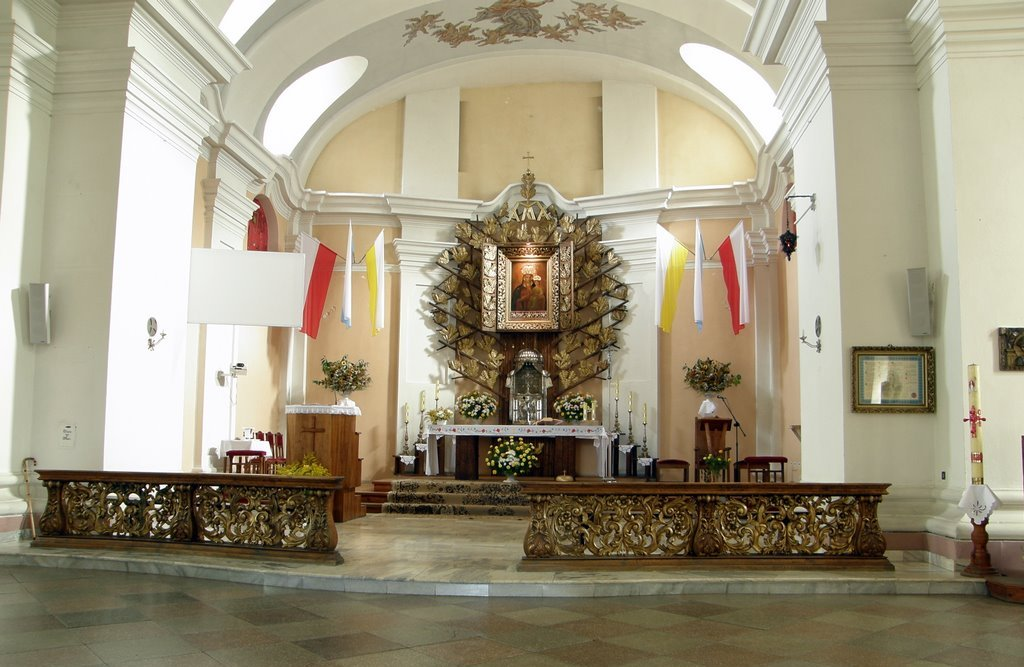
Wnętrze świątyni - prezbiterium

W ołtarzu głównym jest umieszczony cudowny obraz namalowany w 1956 roku przez Leonarda Torwirta. Jest na nim przedstawiona Matka Boża z Dzieciątkiem Jezus i jest to nawiązanie do obrazu Matki boskiej Częstochowskiej. W dniu 15 czerwca 1969 roku obraz Matki Boskiej Dąbrowieckiej został uroczyście przyozdobiony koronami papieskimi przez Prymasa Tysiąclecia, kardynała Stefana Wyszyńskiego i arcybiskupa metropolitę poznańskiego Antoniego Baraniaka. Niestety w 1989 roku włamano się do Sanktuarium i skradziono kosztowne sukienki z koronami oraz wiele wartościowych wotów. Kolejna koronacja odbyła się w dniu 29 czerwca 1994 roku. W uroczystości brali udział nuncjusz apostolski w Polsce arcybiskup Józef Kowalczyk i arcybiskup metropolita gnieźnieński Henryk Muszyński.
W lewym ołtarzu jest umieszczony obraz Najświętszego Serca Pana Jezusa, natomiast w prawym Najświętszej Maryi Panny.